# شنا در زمستان
شنا در زمستان فیلمی ایرانی به کارگردانی محمد  کاسبی و نویسندگی حسین خدایاری ساختهٔ سال ۱۳۶۸ است. بازیگران این فیلم مجید مجیدی، یحیی دیوانی، مسعود رحمانی، داوود قنبری و امیر کوت‌آبادی هستند.

## داستان فیلم
خطر اسپویل:
با ورود معلم جدید آقای مرتضایی نسب (مجید مجیدی) که سوابق سیاسی دارد به مدرسه ای در محله پایین شهر که بقیه معلمان آن را تبعیدگاه میدانند اوضاع عوض می شود
او بامشاهده وضع مالی مردم و جهل و فقر حاكم بر آن ها درصدد كمک به مردم و از جمله شاگردانش بر می آید. دلسوزی مرتضایی نسب در مقابل دانش آموزان و رفتار خشن ناظم نسبت به بچه ها آن ها را رو در روی یک دیگر قرار می دهد. گرایش دانش آموزان به معلم خود و علاقه آن ها نسبت به مرتضایی نسب باعث كینه و حسادت ناظم شده و سرانجام با گزارش شخصی ناشناس به نیروهای امنیتی، مرتضایی نسب بازداشت و به جنوب کشور تبعید می شود و در ِ آنجا غرق می شود.

## بازیگران
- مجید مجیدی در نقش علی مرتضایی‌نسب
- یحیی دیوانی در نقش صفایی
- مسعود رحمانی در نقش قجر
- داوود قنبری
- کنعان کیانی
- امیر کوت آبادی
- هاشم مستانی
- کامبیز رضایی
- قدیر غیاثوند
- محسن پناهی
- جعفرفری‌زاده